# Ana Ivis Fernández
Ana Ivis Fernández Valle (Sancti Spíritus, 3 agosto 1973) è una pallavolista cubana.
Gioca nel ruolo di centrale nel Vóley Murcia.

## Carriera
La carriera di Ana Ivis Fernández inizia a Cuba suo paese di origine. Entra a far parte della nazionale cubana a partire dall'estate 1991. Grazie alle innumerevoli vittorie con la propria nazionale, diventa una delle stelle della pallavolo internazionale.
La sua popolarità la porterà in Italia per la stagione 1997-98, dove giocherà per Vicenza in Serie A2. La stagione successiva sarà ricca di successi: ingaggiata dal Volley Bergamo, riesce a vincere Supercoppa italiana, Campionato 1998-99 e Coppa dei Campioni. Per la stagione 1999-00 sarà ancora in Italia, questa volta giocherà per Reggio Calabria. In questa nuova esperienza trionferà in Coppa Italia e Coppa CEV. Dopo l'oro a Sydney 2000, decide di prendersi una pausa dal volley. Ritornerà nella stagione 2003-04, in cui giochera per il Vóley Murcia. In estate vincerà la quarta medaglia olimpica, questa volta di bronzo ad Atene 2004, ultima esperienza con la propria nazionale prima dell'addio.
Nella stagione successiva ritorna a giocare in patria, ma solo per una stagione. Nella stagione 2005-06 torna in Spagna, torna sempre nella stessa città, Murcia, ma per giocare per la nuova società locale il Club Atlético Voleibol Murcia 2005. La stagione successiva cambia maglia, si trasferisce al Club Voleibol Tenerife, con cui raggiunge la semifinale di Champions League 2006-07, persa contro la sua ex squadra il Volley Bergamo. Per la stagione 2008-09 decide di fare esperienza in Russia, si trasferisce così al Volejbol'nyj klub Leningradka. Nella stagione 2009-2010 ritorna a giocare nel Club Atlético Voleibol Murcia 2005, con cui vince la Supercoppa spagnola e la Coppa della Regina. Al termine della stagione si ritira dall'attività agonistica. Nel gennaio 2013 torna sui suoi passi e ritorna a giocare nel Vóley Murcia per la fase finale della stagione 2012-13.

## Palmarès

### Club
- Campionato italiano: 1

1998-99
- Coppa Italia: 1

1999-00
- Supercoppa italiana: 1

1998
- Coppa della Regina: 1

2009-10
- Supercoppa spagnola: 1

2009
- Champions League: 1

1998-99
- Coppa CEV: 1

1999-00

### Nazionale (competizioni minori)
- Giochi panamericani 1991
- Giochi panamericani 1995
- Giochi panamericani 1999

### Premi individuali
- 1996 - World Grand Prix: Miglior attaccante
- 1998 - Mondiali: Miglior attaccante
- 2000 - World Grand Prix: Miglior attaccante
- 2009 - Challenge Cup: Miglior realizzatrice